# چاه شهید بهشتی
چاه شهید بهشتی یک منطقهٔ مسکونی در ایران است که در دهستان مبارکه واقع شده‌است.